# گوریسرید
گوریسرید (به آلمانی: Görisried) یک شهر در آلمان است که در استالگوی واقع شده‌است.